# Pluchea zamalloae
Pluchea zamalloae là một loài thực vật có hoa trong họ Cúc. Loài này được (Cabrera) H.Rob. & Cuatrec. miêu tả khoa học đầu tiên năm 1973.